# رولف أكيوس
كارل رولف أكيوس (ولد في 7 يوليو 1935 في كريستينهامن، السويد ) دبلوماسي سويدي . كان ممثلاً في مؤتمر نزع السلاح في جنيف من عام 1978 إلى عام 1983، وعمل في العديد من لجان نزع السلاح واللجان الأخرى.
بين عامي 1991 و1997 كان مديرًا للجنة الأمم المتحدة الخاصة المعنية بالعراق ، ومراقبي نزع السلاح التابعين للأمم المتحدة في العراق بعد حرب الخليج . في أواخر يوليو / تموز 2002، ورد أنه قال في صحيفة سفينسكا داغبلادت إنه خلال فترة وجوده في هذا المنصب حاول مقاومة محاولات الولايات المتحدة استخدام اللجنة لأداء التجسس . خلَفه كمدير كان ريتشارد بتلر .
أخبر الصحفي أندرو كوكبيرن في أول مشاركة و أن إيكوس حدّثَهُ كيف حاول الرئيس الأمريكي الأسبق بيل كلينتون حَرَمَ حكومةَ صدام حسين من الحصول على شهادة خلوّها من أسلحة الدمار الشامل . على الرغم من اعتقاد أكيوس بأن العراق كان كاد أن خالٍ من مثل هذه الأسلحة، أعلنت وزيرة الخارجية الأمريكية مادلين أولبرايت أن عقوبات الأمم المتحدة لن تزول حتى تزول سلطة صدام حسين. 
أصبح أكيوس لاحقًا سفير السويد لدى الولايات المتحدة ورئيسًا لمجلس إدارة معهد ستوكهولم الدولي لأبحاث السلام .
وبحسب الصحفي كريستوفر هيتشنز ، قال لي أكيوس إن «طارق عزيز عرض عليه شخصيًا رشوةً صريحة قدرها مليون ونصف دولار لتغيير تقرير التفتيش الخاص به. كان هذا يحدث طوال العملية برمتها. لم يوافق رولف بالطبع، على أخذها، لكن إن كانوا يعرضون عليه الرشوة، فهذا يدلّ أنهم كانوا يعرضونها على الجميع».  هذه القصة ذكرتها أيضًا التلغراف . 
في كانون الثاني/يناير 2000، رُشّحَ أكيوس لرئاسة لجنة الأمم المتحدة للمراقبة والتحقق والتفتيش (الأنموفيك)، المكلفة بالتحقيق في مزاعم امتلاك العراق لأسلحة دمار شامل . لكن اسم أكيوس فشل في الحصول على موافقة مجلس الأمن الدولي، بسبب معارضة فرنسا وروسيا والصين، لذلك عُيّنَ هانز بليكس بدلاً منه.
شغل إيكيوس منصب المفوض السامي المعني بالأقليات القومية في منظمة الأمن والتعاون في أوروبا من عام 2001 حتى عام 2007، وكذلك في مجلس إدارة مبادرة التهديد النووي ( NTI ). ومنذ عام 2005 صار أكيوس مفوضًا للجنة الدولية لشؤون المفقودين . وهو أيضًا عضو في مجلس الإشراف على منتدى لوكسمبورغ الدولي لمنع الكارثة النووية، وهي منظمة لاربحية تضم خبراء بارزين في مجال عدم انتشار الأسلحة والمواد النووية ووسائل إيصالها.